# 李天秀
李 天秀（イ・チョンス、이천수、1981年7月9日 - ）は、大韓民国出身の元サッカー選手。ポジションはフォワード、ミッドフィールダー。

## 経歴
1997年、富平高等学校に入学。この頃から既に将来を嘱望されていた。1999年のニューイヤーユースサッカーに韓国U-18ユース代表として出場。高麗大学校時代から海外志向が人一倍強くリール、ブレシアの入団テストを受けている。
2002年、高麗大学校から20歳で韓国Kリーグの蔚山現代に入団し頭角を現す。同年に自国開催されたワールドカップのメンバーにも選出され、韓国のベスト4進出に貢献した。
2003年にスペインのレアル・ソシエダに完全移籍。2004年にCDヌマンシアに期限付き移籍した。しかしレアル・ソシエダでのデビュー戦でアシストを決めたもののスランプに陥り、「クラブ史上最低の契約選手の一人」とも言われ、ヌマンシアでも「おだてるとスパイクをくれる選手」と蔑まれるなど評価は低く、スペインでは2年で28試合出場無得点に終わった。2005年途中より蔚山現代に復帰。シーズン途中の加入ながら11試合に出場し8得点を挙げ、Kリーグの年間MVPを獲得した。
2006年のドイツW杯にもグループリーグ3試合に出場。初戦のトーゴ戦ではフリーキックを直接蹴り込みゴールを決めた。
2007年、オランダのフェイエノールトへ移籍。移籍金は200万ユーロ（約3億2000万円）。10月21日のエクセルシオール戦でオランダデビューを飾った。2007年の夏にはチェルシーFCへの入団を希望していたが叶わなかった。しかし、2008年1月に足首を負傷して戦線を離脱。その後復帰するも、故障の再発により無得点という不本意な成績のままシーズンを終えた。国内で手術後のリハビリに努めている間、クラブは新監督G・ファーベクのもとでの来季構想を発表。李は戦力外となり、移籍を余儀なくされた。
2008年7月、フェイエノールトから水原三星ブルーウィングスへレンタル移籍。期間は1年、レンタル料は50万ユーロ（約8400万円）。しかし、わずか3試合に出場したところで試合から遠ざかり、同年12月、水原はプロサッカー連盟に対し、李への任意脱退の公示を要請した。任意脱退とは、クラブが選手との契約を一時ストップする制度であり、当該選手はすべての活動資格をはく脱され、復帰するまで給与も支払われない。水原が明らかにした任意脱退公示要請の理由は、李の練習不参加および指示不履行。水原は「チャンピオン戦を控え、11月16日から23日にかけて行われた慶州キャンプで、李が負傷を理由に練習を軽視し、その後コーチ陣によるリハビリ治療の指示にも従わなかった」と明らかにした。
2009年2月25日、Kリーグの全南ドラゴンズへレンタル移籍。3月7日Kリーグ開幕戦にて レフリーのジャッジを不服とし「銃で撃つジェスチャー」での威嚇・暴言等で警告。6試合出場停止・罰金600万ウォンの処分を受ける。さらにKリーグ賞罰委員会による社会奉仕命令が下され、プロサッカー選手として初めて試合前のフェアプレーフラグ旗手としてピッチに立った経験も持つ。同年7月、コーチ陣と衝突した末にチームを無断で離れ、任意引退選手となる。全南とのレンタル契約が終了するまでKリーグでは活動できないこととなり、 同月、サウジ・プロリーグのアル・ナスルへ移籍した。しかし給与未払い等の不満もあり、翌年3月には韓国へ帰国した。
2010年6月から大宮アルディージャに練習生としてキャンプに参加し、同年8月に大宮と2011年1月1日までの正式契約を結んだ。同年12月には1年間の契約延長が発表された。2012年1月、契約満了により退団。
2013年よりKリーグ・仁川ユナイテッドFCと契約。10月14日、仁川広域市南洞区の飲食店で暴行事件を起こし、書類送検され、10月25日、罰金2000万ウォンとシーズン残り試合の出場停止などの処分を受けた。
2015年11月、現役引退を表明。2016年以降は韓国のテレビ局でサッカー解説者として活動する。
2020年の第21代総選挙では仁川から出馬する共に民主党候補たちを支援したが、2024年の第22代総選挙では桂陽区乙から出馬する国民の力の元喜龍の後援会長を務めた。

## 所属クラブ
- 蔚山現代FC 2002-2003
- レアル・ソシエダ 2003-2004
- CDヌマンシア 2004-2005
- 蔚山現代FC 2005-2007
- フェイエノールト 2007-2008
- 水原三星ブルーウィングス 2008-2009
- 全南ドラゴンズ 2009
- アル・ナスル 2009.7-2010
- 大宮アルディージャ 2010.8-2011
- 仁川ユナイテッドFC 2013-2015

## 個人成績
| 国内大会個人成績 | 国内大会個人成績 | 国内大会個人成績 | 国内大会個人成績 | 国内大会個人成績 | 国内大会個人成績 | 国内大会個人成績 | 国内大会個人成績 | 国内大会個人成績 | 国内大会個人成績 | 国内大会個人成績 | 国内大会個人成績 |
| 年度             | クラブ           | 背番号           | リーグ           | リーグ戦         | リーグ戦         | リーグ杯         | リーグ杯         | オープン杯       | オープン杯       | 期間通算         | 期間通算         |
| 年度             | クラブ           | 背番号           | リーグ           | 出場             | 得点             | 出場             | 得点             | 出場             | 得点             | 出場             | 得点             |
| 韓国             | 韓国             | 韓国             | 韓国             | リーグ戦         | リーグ戦         | リーグ杯         | リーグ杯         | FA杯             | FA杯             | 期間通算         | 期間通算         |
| ---------------- | ---------------- | ---------------- | ---------------- | ---------------- | ---------------- | ---------------- | ---------------- | ---------------- | ---------------- | ---------------- | ---------------- |
| 2002             | 蔚山             |                  | Kリーグ          | 18               | 10               |                  |                  |                  |                  |                  |                  |
| 2003             | 蔚山             | 9                | Kリーグ          | 18               | 8                |                  |                  |                  |                  |                  |                  |
| スペイン         | スペイン         | スペイン         | スペイン         | リーグ戦         | リーグ戦         | 国王杯           | 国王杯           | オープン杯       | オープン杯       | 期間通算         | 期間通算         |
| 2003-04          | ソシエダ         | 19               | プリメーラ       | 13               | 0                |                  |                  |                  |                  |                  |                  |
| 2004-05          | ヌマンシア       | 22               | プリメーラ       | 15               | 0                |                  |                  |                  |                  |                  |                  |
| 韓国             | 韓国             | 韓国             | 韓国             | リーグ戦         | リーグ戦         | リーグ杯         | リーグ杯         | FA杯             | FA杯             | 期間通算         | 期間通算         |
| 2005             | 蔚山             | 10               | Kリーグ          | 11               | 8                |                  |                  | 1                | 0                |                  |                  |
| 2006             | 蔚山             | 10               | Kリーグ          | 18               | 9                |                  |                  | 0                | 0                |                  |                  |
| 2007             | 蔚山             | 10               | Kリーグ          | 8                | 4                | 1                | 1                | 0                | 0                | 9                | 5                |
| オランダ         | オランダ         | オランダ         | オランダ         | リーグ戦         | リーグ戦         | リーグ杯         | リーグ杯         | KNVBカップ       | KNVBカップ       | 期間通算         | 期間通算         |
| 2007-08          | フェイエノールト | 16               | エールディヴィジ | 12               | 0                |                  |                  |                  |                  |                  |                  |
| 韓国             | 韓国             | 韓国             | 韓国             | リーグ戦         | リーグ戦         | リーグ杯         | リーグ杯         | FA杯             | FA杯             | 期間通算         | 期間通算         |
| 2008             | 水原             | 28               | Kリーグ          | 3                | 0                | 1                | 1                | 0                | 0                | 4                | 1                |
| 2009             | 全南             | 9                | Kリーグ          | 7                | 4                | 1                | 0                | 1                | 0                | 9                | 4                |
| サウジアラビア   | サウジアラビア   | サウジアラビア   | サウジアラビア   | リーグ戦         | リーグ戦         | リーグ杯         | リーグ杯         | オープン杯       | オープン杯       | 期間通算         | 期間通算         |
| 2009-10          | アル・ナスル     | 7                | サウジ・プロ     | 15               | 3                |                  |                  |                  |                  |                  |                  |
| 日本             | 日本             | 日本             | 日本             | リーグ戦         | リーグ戦         | リーグ杯         | リーグ杯         | 天皇杯           | 天皇杯           | 期間通算         | 期間通算         |
| 2010             | 大宮             | 16               | J1               | 16               | 2                | -                | -                | 3                | 2                | 19               | 4                |
| 2011             | 大宮             | 7                | J1               | 27               | 6                | 0                | 0                | 1                | 0                | 28               | 6                |
| 通算             | 韓国             | 韓国             | Kリーグ          | 83               | 43               |                  |                  |                  |                  |                  |                  |
| 通算             | スペイン         | スペイン         | プリメーラ       | 28               | 0                |                  |                  |                  |                  |                  |                  |
| 通算             | オランダ         | オランダ         | エールディヴィジ | 12               | 0                |                  |                  |                  |                  |                  |                  |
| 通算             | サウジアラビア   | サウジアラビア   | サウジ・プレミア | 15               | 3                |                  |                  |                  |                  |                  |                  |
| 通算             | 日本             | 日本             | J1               | 43               | 8                | 0                | 0                | 4                | 2                | 47               | 10               |
| 総通算           | 総通算           | 総通算           | 総通算           | 181              | 54               |                  |                  |                  |                  |                  |                  |

## 代表歴

### 出場大会
- 2000年 - オリンピックサッカー
- 2002年 - FIFAワールドカップ 4位
- 2002年 - アジア大会 3位
- 2004年 - オリンピックサッカー
- 2006年 - FIFAワールドカップ
- 2006年 - アジア大会 4位
- 2007年 - AFCアジアカップ 3位

### 試合数
- 国際Aマッチ 79試合 11得点（2000年-2008年）[12]

| 韓国代表 | 国際Aマッチ | 国際Aマッチ |
| 年       | 出場        | 得点        |
| -------- | ----------- | ----------- |
| 2000     | 9           | 3           |
| 2001     | 6           | 1           |
| 2002     | 16          | 1           |
| 2003     | 6           | 0           |
| 2004     | 4           | 1           |
| 2005     | 9           | 0           |
| 2006     | 17          | 3           |
| 2007     | 10          | 2           |
| 2008     | 1           | 0           |
| 通算     | 79          | 11          |

## タイトル

### 個人
- 2002年 - Kリーグ 新人王
- 2002年 - Kリーグ ベストイレブン
- 2002年 - Kリーグ アシスト王
- 2002年 - アジア年間最優秀ユース選手賞
- 2004年 - ソリア市選定年間最優秀選手[13]
- 2005年 - Kリーグ 年間MVP
- 2005年 - Kリーグ ベストイレブン
- 2006年 - A3チャンピオンズカップ MVP
- 2006年 - A3チャンピオンズカップ 得点王

### クラブ
- 2005年 - Kリーグ
- 2006年 - A3チャンピオンズカップ
- 2008年 - KNVBカップ